# Považské strojárne
Závody na výrobu ložísk Považská Bystrica (ZVL), pol. tł. Zakłady produkcji łożysk Powaska Bystrzyca  – czechosłowacki koncern państwowy z siedzibą w Powaskiej Bystrzycy, któremu podlegały fabryki produkujące łożyska na terenie ówczesnej Czechosłowacji.

## Historia
Na podstawie aktu założycielskiego M/10665/65 z dnia 22 czerwca 1965 roku wydanego przez Ministra Inżynierii Generalnej z dniem 1 lipca 1965 roku utworzono państwową jednostkę gospodarczą ZVL – Zakłady produkcji łożysk, Dyrekcję Generalną Powaska Bystrzyca (jako przedsiębiorstwo wiodące), którą kierował dyrektor generalny. Nowo utworzonej Dyrekcji Generalnej przyporządkowano jedenaście jednostek organizacyjnych:
- Považské Strojárne przedsiębiorstwo państwowe z siedzibą w Powaskiej Bystrzycy,
- Blanicke Strojirny przedsiębiorstwo państwowe z siedzibą we Vlašim (obecnie KLF-ZVL Bearings s.r.o.)[2][3],
- ZPS Závody přesného strojírenství przedsiębiorstwo państwowe z siedzibą w Kysucké Nové Mesto (obecnie OMNIA KLF, a. s.)[4]
- ZKL Závody na kuličková ložiska przedsiębiorstwo państwowe z siedzibą w Klášterec nad Ohří (obecnie ZKL Klášterec nad Ohří a.s.)[5],
- ZKL Závody na valivá ložiska przedsiębiorstwo państwowe z siedzibą w Dolní Měcholupy (obecnie VRL Praha a.s.)[6],
- ZVL – Závod na vyrobu ložisek przedsiębiorstwo państwowe z siedzibą w Skalicy na Słowacji (obecnie AKE Skalica s.r.o.)[7],
- Kovohuty Mokraď przedsiębiorstwo państwowe z siedzibą w Mokraďi (część miasta Dolný Kubín),
- ZKL Výzkumný ústav pro valivá ložiska z siedzibą w Brnie (obecnie ZKL – Výzkum a vývoj, a.s.),
- ZKL Odbyt valivých ložisek przedsiębiorstwo państwowe z siedzibą w Pradze (obecnia ZKL, a.s.),
- Kinex przedsiębiorstwo państwowe z siedzibą w Bytčy (obecnie Kinex Bearings, a.s., własność indyjskiego National Engineering Industries Ltd.)[8],
- ZVL – Závod na vyrobu ložisek przedsiębiorstwo państwowe z siedzibą w Preszowie (obecnie ZVL AUTO spol. s r.o., 55% własność chińskiego TSB Bearings Group Co., Ltd)[9].

Decyzją Ministerstwa Przemysłu Ciężkiego CSRS nr 16/1978 z ZVL Kysucké Nové Mesto został wydzielony zakład ZVL Żylina–Bytčica (obecnie ZVL Slovakia, a.s. kontynuator marki ZVL), który od 1 stycznia 1979 roku podlegał bezpośrednio dyrekcji generalnej.